# Bob Hastings
Bob Hastings, właśc. Robert Francis Hastings (ur. 18 kwietnia 1925 w Nowym Jorku, zm. 30 czerwca 2014 w Burbank) – amerykański aktor radiowy, filmowy i telewizyjny.

## Życie prywatne
Aktor miał brata Dona Hastingsa, również aktora oraz piosenkarza. Był żonaty przez 60 lat z Joan Rice, miał czterech synów, dziesięciu wnuków i sześciu prawnuków.

## Kariera
Artysta rozpoczął karierę w radiu. Zagrał w wielu filmach i serialach. Znany z dubbingu Komisarza Jamesa Gordona do filmów i seriali z Batmanem. Użyczał głosu głównie do produkcji filmów Hanna-Barbera.